# Солдатова, Юлия Николаевна
Юлия Николаевна Солдатова  (бел. Юлія Мікалаеўна Салдатава; род. 17 мая 1981 года в Москве) — российская и белорусская фигуристка, выступавшая в женском одиночном разряде. Бронзовый призёр чемпионата мира 1999 года, серебряный призёр чемпионата Европы 1999 года, многократный призёр чемпионатов России (1998, 1999, 2004), двукратная чемпионка Белоруссии (2001, 2002 годы), чемпионка мира среди юниоров 1998 года, победительница финала Гран-при среди юниоров 1997—1998.

## Карьера
Юлия стала выступать за сборную Белоруссии из-за недовольства действиями национальной федерации, отказавшейся заявить её на чемпионат мира 2000 года. Позже утверждала, что сменила спортивное гражданство под давлением своего тогдашнего тренера Елены Чайковской. Однако достичь успехов ей не удалось: на Олимпиаде 2002 года в Солт-Лейк-Сити она заняла только 18-е место.
В августе 2002 года вернулась к Марине и Виктору Кудрявцевым. После возвращения «под флаг» России она по правилам ИСУ два сезона не могла представлять страну на международных соревнованиях, несмотря на то, что стала в 2004 году серебряным призёром чемпионата России. Запрет был снят в сезоне 2004—2005, но травмы помешали ей продолжить спортивную карьеру. В настоящее время работает тренером по фигурному катанию.

## Спортивные результаты

### за Россию
| Соревнования/Сезон                          | 1995—1996 | 1996—1997 | 1997—1998 | 1998—1999 | 1999—2000 | 2003—2004 |
| ------------------------------------------- | --------- | --------- | --------- | --------- | --------- | --------- |
| Чемпионаты мира                             |           |           |           | 3         |           |           |
| Чемпионаты Европы                           |           |           | 7         | 2         |           |           |
| Чемпионаты мира среди юниоров               |           |           | 1         |           |           |           |
| Чемпионаты России                           | 7         | 4         | 2         | 2         | 4         | 2         |
| Финалы Гран-при                             |           |           |           |           | 4         |           |
| Этапы Гран-при:Skate America                |           |           |           |           | 2         |           |
| Этапы Гран-при:Skate Canada                 |           |           |           |           | 2         |           |
| Этапы Гран-при:Cup of Russia                |           |           |           | 2         | 2         |           |
| Мемориал Карла Шефера                       |           | 5         |           |           |           |           |
| Золотой конёк Загреба                       |           |           |           | 1         |           |           |
| Финал юниорского Гран-при                   |           |           | 1         |           |           |           |
| Этапы юниорского Гран-при, Германия         |           |           | 2         |           |           |           |
| Этапы юниорского Гран-при, Венгрия          |           |           | 1         |           |           |           |
| Европейский юношеский Олимпийский фестиваль |           | 1         |           |           |           |           |

### за Белоруссию
| Соревнования/Сезон             | 2000—2001 | 2001—2002 |
| ------------------------------ | --------- | --------- |
| Зимние Олимпийские игры        |           | 18        |
| Чемпионаты мира                | 20        | 18        |
| Чемпионаты Европы              | WD        |           |
| Чемпионаты Белоруссии          | 1         | 1         |
| Этапы Гран-при:Trophee Lalique | 6         |           |
| Nebelhorn Trophy               |           | 10        |
| Мемориал Карла Шефера          | 1         |           |
| Золотой конёк Загреба          | 1         |           |

WD = снялась с соревнований